# Port lotniczy Kyongsong Chuul
Port lotniczy Kyongsong Chuul (kor. 경성주을비행장) – port lotniczy położony w powiecie Kyŏngsŏng, w prowincji Hamgyŏng Północny, w Korei Północnej. Użytkowany w celach wojskowych.

## Drogi startowe i operacje lotnicze
Operacje lotnicze wykonywane są z asfaltowej drogi startowej:
- RWY 13/31, 1067 × 61 m